# کن بری
کن بری (انگلیسی: Ken Berry; ۳ نوامبر ۱۹۳۳ – ۱ دسامبر ۲۰۱۸) هنرپیشه، رقصنده، خواننده اهل ایالات متحده آمریکا بود. وی بین سال‌های ۱۹۵۴ تا ۲۰۰۶ میلادی فعالیت می‌کرد.
از فیلم‌ها یا برنامه‌های تلویزیونی که وی در آن نقش داشته‌است می‌توان به می‌بری آر. اف. دی، خانه کوچک، معجزه کوچک و دختران زرین اشاره کرد.